# Svenska mästerskapen i dressyr 1986
Svenska mästerskapen i dressyr 1986 avgjordes i Strömsholm. Tävlingen var den 36:e upplagan av Svenska mästerskapen i dressyr.

## Resultat
| Placering | Ryttare        | Häst             |
| --------- | -------------- | ---------------- |
| 1         | Ulla Håkansson | Flyinge Flamingo |
| 2         | Ingamay Bylund | Aleks            |
| 3         | Lars Andersson | Flyinge Herkules |